# Jiřín (Bystřice)
Jiřín je vesnice v okrese Benešov, je součástí obce Bystřice. Nachází se asi 6,2 km na jih od Bystřice. Protéká tudy Lesní potok. Je zde evidováno 25 adres. Jiřín leží v katastrálním území Ouběnice u Votic.

## Historie
První písemná zmínka o vesnici pochází z roku 1405.

## Pamětihodnosti
- Sýpka u čp. 8